# Jamin
Jamin, född 1953 i Orne i Normandie i Frankrike, död 1982, var en fransk varmblodig travhäst. Han tränades och kördes av Jean Riaud.
Jamin tävlade under andra halvan av 1950-talet och räknades under denna period som en av världens bästa travhästar. Han sprang in strax över 1,4 miljoner franc (motsvarande 2,2 miljoner euro) på 71 starter varav 40 segrar. Bland hans främsta meriter räknas segrarna i Critérium des 4 ans (1957), Prix de Sélection (1957, 1958, 1959), Gran Premio Continentale (1957), Critérium des 5 ans (1958), Prix Doynel de Saint-Quentin (1958), Prix du Bourbonnais (1958), Prix de Croix (1958), Prix d'Amérique (1958, 1959), Prix de France (1958, 1959, 1960), Prix de Paris (1959, 1960), Elitloppet (1959), International Trot (1959) och Grand Critérium de Vitesse (1959).
Han har tagit en Triple Crown inom fransk travsport, vilket innebär att man segrar i de tre stora loppen Prix d'Amérique, Prix de France och Prix de Paris under en och samma säsong. Detta gjorde Jamin säsongen 1959. Enbart fyra hästar någonsin har lyckats med bedriften, Bold Eagle (2017), Bellino II (1976), Jamin (1959) och Gelinotte (1957 och 1956). Särskilt utmärkande för Jamins säsong 1959 är att han samma år även segrade i både Elitloppet och International Trot, vilket inte övriga franska Triple Crown-vinnare lyckades med. Han vann samma år även Frankrikes största sprinterlopp Grand Critérium de Vitesse.